# Frederick Frost Blackman
Frederick Frost Blackman (25 de julio de 1866 – 30 de enero de 1947) fue un botánico, algólogo, y fisiólogo vegetal británico. Estudió la fotosíntesis y propuso la «Ley del mínimo».
Frederick Blackman había nacido en Londres de padre médico. Estudiando medicina en el Hospital St. Bartholomew. Ya recibido, en los siguientes años, estudió Ciencias naturales en la Cambridge University.
Condujo investigaciones en Cambridge hasta su retiro en 1936.

## La ley de los factores limitantes
La propuso Blackman en 1905. De acuerdo a esta ley, cuando un proceso depende de un número de factores, la intensidad del mismo o su velocidad estará determinado por aquel factor que se encuentre en menor intensidad, hasta que otro se vuelva limitante. Esta ley es aplicable a la tasa de fotosíntesis.

## Algunas publicaciones
- 1954. Analytic studies in plant respiration. Editor Univ. Press, 231 pp. 1954

- Con G.L.C. Matthaei. Experimental researches on vegetable assimilation and respiration. En: Phil. Trans. Roy. Soc. Series B, vol. 197, pp. 47 1905

- Optima and limiting factors. Ann. Bot. 19 (1905) 281-295

- Con Arthur George Tansley. A Revision of the Classification of the Green Algae. Editor Univ. College, 64 pp. 1903

- La abreviatura «F.F.Blackman» se emplea para indicar a Frederick Frost Blackman como autoridad en la descripción y clasificación científica de los vegetales.[1]